# If You See Her, Say Hello
"If You See Her, Say Hello" es una canción del músico estadounidense Bob Dylan publicada en el álbum de estudio de 1975 Blood on the Tracks.
La canción fue escrita en clave de Re mayor para voz, guitarra y piano. Una versión alternativa sería incluida en el álbum de 1991 The Bootleg Series Volumes 1-3 (Rare & Unreleased) 1961-1991.
"If You See Her, Say Hello" describe un amor anónimo perdido en Tánger, que ya no ama a su pareja tras una discusión. Aun así, la persona en cuestión se siente herido por la ruptura.

## Versiones
- El cantante italiano Francesco De Gregori haría una versión de la canción titulada "Non Dirle Che Non E' Cosi'".
- Jeff Buckley versionó la canción en directo.
- Es mencionado por el personaje de David Duchovny, Hank, al final del quinto episodio de la serie de televisión Californication.